# Rozalivka, Bârzula
Rozalevca (în ucraineană Розалівка, transliterat: Rozalivka) este un sat în comuna Cuialnic din raionul Bârzula, regiunea Odesa, Ucraina.

## Demografie
Componența lingvistică a localității Rozalevca
     Ucraineană (89,1%)
     Română (6,39%)
     Rusă (4,51%)
Conform recensământului din 2001, majoritatea populației localității Rozalevca era vorbitoare de ucraineană (89,1%), existând în minoritate și vorbitori de română (6,39%) și rusă (4,51%).